# Partido Democrático Cívico
O Partido Democrático Cívico (em tcheco: Občanská demokratická strana), mais conhecido pelo acrónimo ODS, é um partido político da Chéquia fundado em 21 de abril de 1991 enquanto dissidência das alas liberal e conservadora do antigo Fórum Cívico lideradas pelo ex-primeiro-ministro e ex-presidente Václav Klaus. Atualmente, o ODS é liderado por Petr Fiala, atual primeiro-ministro do país desde 2021.

## Ideologia partidária
Inspirado ideologicamente pelo Partido Conservador, o partido é conservador do ponto de vista político e liberal do ponto de vista econômico, é um crítico moderado da União Europeia e um forte defensor da integração da Chéquia na Organização do Tratado do Atlântico Norte (OTAN). 

## Resultados eleitorais

### Eleições legislativas
| Data | CI. | Votos     | %              | +/-   | Deputados | +/-  | Status            |
| ---- | --- | --------- | -------------- | ----- | --------- | ---- | ----------------- |
| 1992 | 1.º | 1 924 483 | 29,73 / 100,00 | Novo  | 76 / 200  | Novo | Governo           |
| 1996 | 1.º | 1 794 560 | 29,62 / 100,00 | 0,11  | 68 / 200  | 8    | Governo           |
| 1998 | 2.º | 1 656 011 | 27,74 / 100,00 | 1,88  | 63 / 200  | 5    | Apoio parlamentar |
| 2002 | 2.º | 1 166 975 | 24,48 / 100,00 | 3,26  | 58 / 200  | 5    | Oposição          |
| 2006 | 1.º | 1 892 475 | 35,38 / 100,00 | 10,90 | 81 / 200  | 23   | Governo           |
| 2010 | 2.º | 1 057 792 | 20,22 / 100,00 | 15,16 | 53 / 200  | 28   | Governo           |
| 2013 | 5.º | 384 174   | 7,73 / 100,00  | 12,49 | 16 / 200  | 37   | Oposição          |
| 2017 | 2.º | 572 962   | 11,32 / 100,00 | 3,59  | 25 / 200  | 9    | Oposição          |
| 2021 | 2.º | 1 493 905 | 27,79 / 100,00 | 16,47 | 71 / 200  | 46   | Governo           |

### Eleições europeias
| Data | CI.   | Votos   | %              | +/-   | Deputados | +/-  |
| ---- | ----- | ------- | -------------- | ----- | --------- | ---- |
| 2004 | 1.º   | 700 942 | 30,05 / 100,00 | Novo  | 9 / 24    | Novo |
| 2009 | 1.º   | 741 946 | 31,45 / 100,00 | 1,4   | 9 / 22    | 0    |
| 2014 | 6.º   | 116 398 | 7,68 / 100,00  | 23,77 | 2 / 21    | 7    |
| 2019 | 2.º   | 344 885 | 14,55 / 100,00 | 6,87  | 4 / 21    | 2    |
| 2024 | Spolu | Spolu   | Spolu          | Spolu | 3 / 21    | 1    |